# Pollo al ajillo

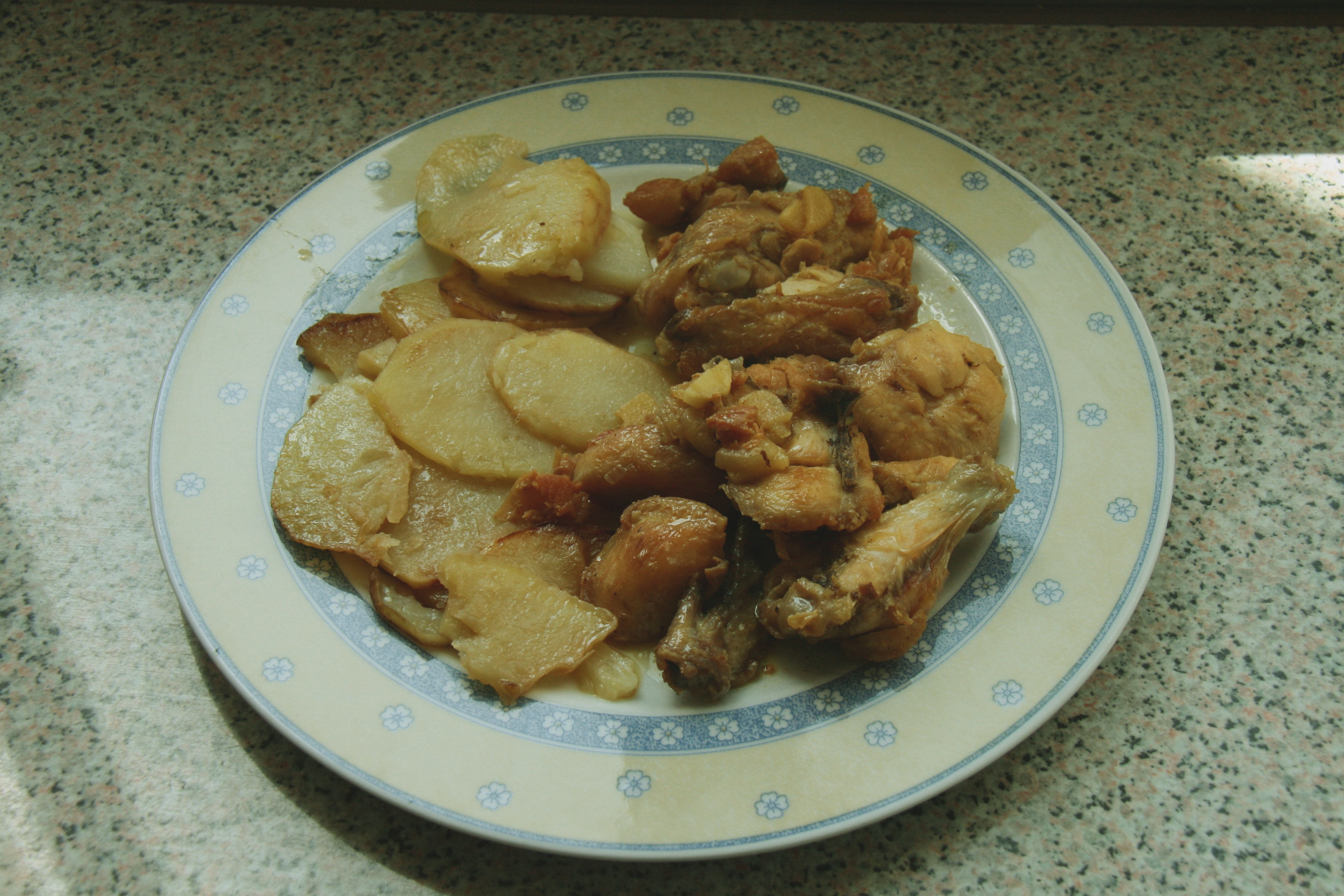
Pollo al ajillo servido con patatas panaderas como guarnición.

El pollo al ajillo es un plato de la cocina española cuyo principal ingrediente es la carne de pollo. Se trata de una preparación muy popular y de bajo coste que se suele encontrar frecuentemente en los menús de muchos restaurantes españoles. Se suele servir caliente, acompañado con diversas guarniciones de patata, champiñones, ensalada, etc. 

## Características
Es una preparación que necesita de diversas partes del pollo troceadas, sacando aproximadamente entre tres y cuatro trozos de cada cuarto. Cada trozo se sazona y se aromatiza con pimienta. Todos los trozos en una olla se doran en aceite hirviendo agitándolos para que se doren por igual. Cuando se encuentran suficientemente dorados se retiran, y en el aceite sobrante se tuestan abundantes ajos y una guindilla. Tras esta operación se suele guisar el pollo con un poco de vino blanco y zumo de limón (en algunos casos vinagre). A veces se suele verter una pequeña cantidad de salsa española (o un caldo de pollo) para que proporcione un espeso caldo a la preparación final. Existen preparaciones del pollo al ajillo en las que al comienzo los trozos de pollo se doran al horno y posteriormente se guisan al ajo (o al ajillo) con vino blanco y un caldo.

## Variantes

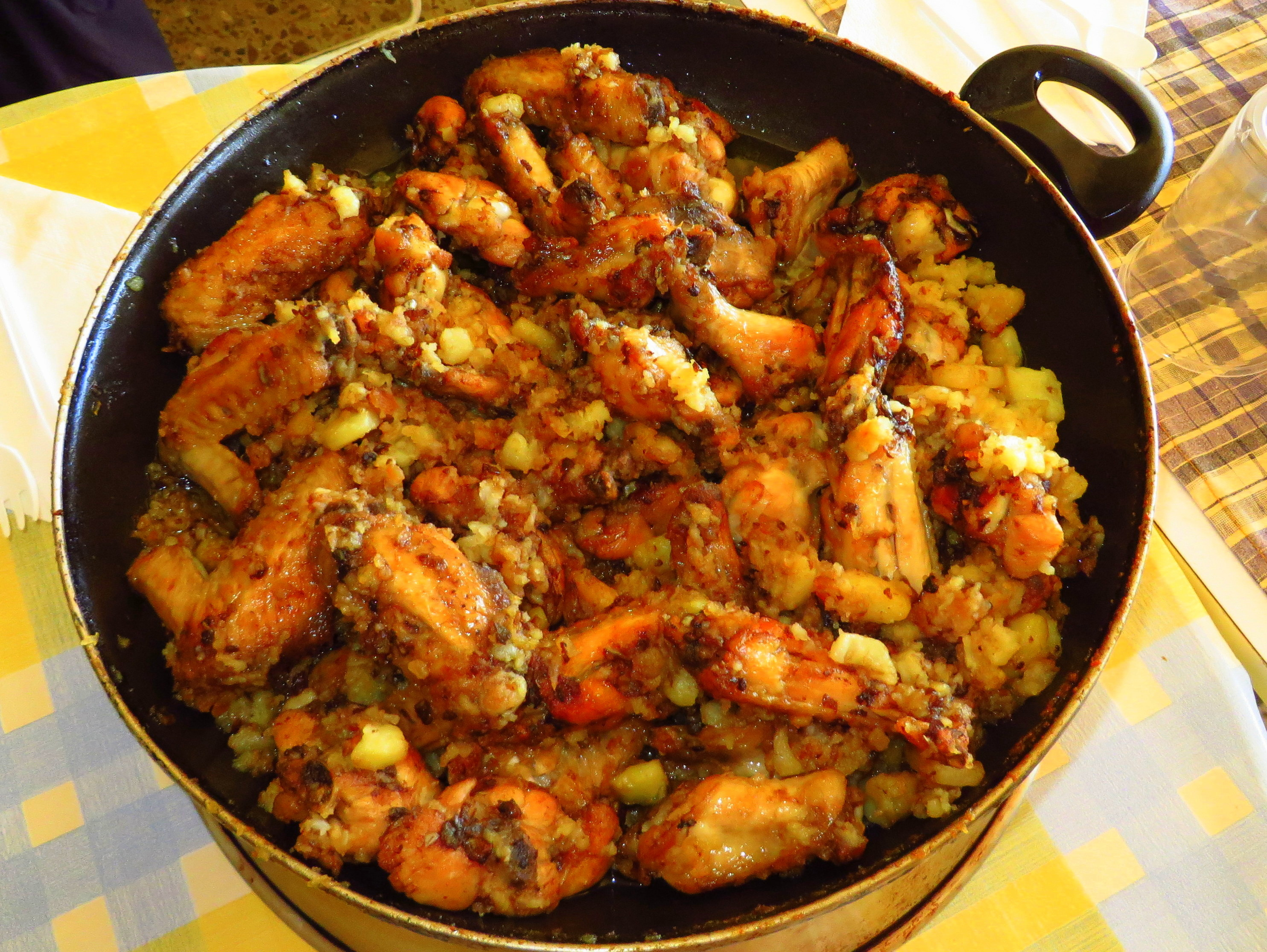
Alitas de pollo al ajillo con patatas a lo pobre

A veces se suelen preparar partes especializadas del pollo como las alas, de esta forma se tiene el "alitas de pollo al ajillo". En otras ocasiones se emplean solamente los muslos: Muslos de pollo al ajillo, o pechugas: Pechugas de pollo al ajillo. A veces el empleo de un vino blanco especial y oloroso como un jerez (generalmente un semidulce) da un nombre especial al plato como es el caso del "pollo al ajillo dorado al jerez". En países como México suele prepararse el pollo al ajillo con chiles.